# 堀田春鳥
堀田 春鳥（ほった しゅんちょう、生没年不詳）とは、江戸時代の浮世絵師。

## 来歴
『浮世絵師伝』によれば春川五七の門人、京都の人。堀田氏で春川とも称す。作画期は文化から文政の頃にかけてで、合羽摺の細判役者絵や美人画を手がけた。また堀田連山の項では、「同時代に堀田春鳥と名乗りし者あり、連山と同一人なりや否や未詳」とある。

## 作品
- 『武徳万歳鑑』三巻　※絵本、文政3年（1820年）刊行。春川春鳥画
- 「太夫と新造」　細判合羽摺　※「堀田春鳥画」の落款あり。文化末年頃